# Killer Workout
Killer Workout (originalmente titulada Aerobicide) es una película de terror estadounidense de 1987 escrita y dirigida por David A. Prior y protagonizada por Marcia Karr, David James Campbell, Fritz Matthews, Ted Prior y Teresa Van der Woude. La historia gira en torno a un gimnasio de Los Ángeles propiedad de Rhonda Johnson, cuya hermana gemela se quemó en un salón de bronceado hace cinco años. El detective Morgan comienza a investigar el gimnasio, luego de que varios de sus miembros sean brutalmente asesinados por un atacante desconocido.

## Argumento
Una joven modelo, Valerie, sufre quemaduras en un accidente en un salón de bronceado. Cinco años después, la hermana gemela de Valerie, Rhonda Johnson, dirige un gimnasio en Los Ángeles. Rhonda reprende a una de sus empleadas, Jaimy, por faltar a una clase de aeróbic que se suponía debía dirigir. Poco después, un asesino blandiendo un gran imperdible entra al vestuario de mujeres y mata a Rachael, una clienta, apuñalándola con el imperdible. Mientras cierra el club, Jaimy encuentra su cadáver metido en un casillero, así como una aguja de tejer empapada de sangre en el casillero de Diane Matthews. El detective Morgan es asignado al caso de asesinato e interroga a Rhonda y Jaimy.
Al día siguiente, Chuck es contratado inesperadamente por el socio gerente principal del club de Rhonda. Chuck pelea con un cliente, Jimmy, lo que impresiona a otra clienta del club Debbie, la exnovia de Jimmy. Más tarde, Morgan se entera de que la aguja de tejer de Diane no fue el arma utilizada para matar a Rachael. Más tarde esa noche, un grupo de adolescentes vandaliza el club con pintura en aerosol, sólo para ser brutalmente asesinados por un agresor invisible.
Al día siguiente, Tom, un cliente del club a quien Morgan considera sospechoso, es asesinado en el vestuario y, más tarde, Jaimy aparece ahorcada dentro del club. Rhonda arenga a Morgan por lo ineficaz que percibe su investigación. Morgan descubre que Rhonda es en realidad Valerie, que sobrevivió al accidente de bronceado, y que nunca tuvo una hermana gemela; en cambio, cambió legalmente su nombre a Rhonda y mantuvo su cuerpo lleno de cicatrices oculto con ropa y una peluca. Morgan confronta a Rhonda con su descubrimiento y ella lo admite, pero se mantiene severa e impasiva a su afirmación de que ella puede ser la asesina, que mata por estar celosa de la belleza de las clientas de su salón.
Poco después, Chuck es asesinado. Morgan rastrea a Jimmy hasta una planta de concreto cercana, creyendo que Jimmy ha asumido la culpa como sospechoso dado que no hay evidencia que lo vincule con los crímenes. Morgan se enfrenta a Jimmy a punta de pistola y le pregunta si Rhonda cometió los asesinatos, pero Jimmy logra incapacitar a Morgan. Jimmy regresa al gimnasio y Rhonda lo mata a tiros, no sin antes admitirle que mató a Chuck por amor a ella, con la esperanza de implicarse para evitar que la policía sospeche de ella. Rhonda afirma que fue en defensa propia, y se cree ampliamente que Jimmy cometió los asesinatos en serie.
Algún tiempo después, Morgan lleva a Rhonda a una zona boscosa. Cuando se le pregunta por qué están allí, Morgan cuenta la historia de su padre, un oficial de policía, que impuso justicia por mano propia contra un asesino en serie cuyo caso fue desestimado por un tecnicismo. Sabiendo que Rhonda no será procesada por sus crímenes debido a la participación de Jimmy, Morgan intenta matar a Rhonda, pero ella logra matarlo con una pala.
Rhonda regresa a su gimnasio para supervisarlo y sus clientes la felicitan, quienes la anuncian como una heroína. En su oficina, quita el gran imperdible de su escritorio y lo acaricia, sonriendo.

## Reparto
- Marcia Karr como Rhonda Johnson.
- David James Campbell como el teniente Morgan.
- Fritz Matthews como Jimmy.
- Ted Prior como Chuck.
- Teresa Van der Woude como Jaimy.
- Dianne Copeland como Debbie.
- Laurel Mock como Diane Matthews.
- Teresa Truesdale como Rachael McClee.
- Lynn Meighan como Cathy.
- Denise Martell como Marsha.
- Michael Beck como Curtis.

## Lanzamiento

### Medios domésticos
Killer Workout se lanzó directamente en video en el Reino Unido con el título alternativo Aerobicide en la primavera de 1987. Academy Home Entertainment estrenó la película en vídeo en los Estados Unidos el 27 de marzo de 1987. En 2016, Olive Films lanzó una edición en Blu-ray bajo su subsello Slasher Video.

### Recepción de la crítica
Un crítico de Variety acreditado como «Lor.» hizo una reseña la película el 14 de marzo de 1987 en VHS por Academy Home Entertainment. «Lor.» describió la película como un «slasher bastante estándar» y «poco emocionante», «Lor.» señaló que la película era demasiado parca en escenas de desnudos para satisfacer a una audiencia voyerista, mientras que el carrete final «cuenta con un par de giros agradables y un final amoral».
En su libro Horror and Science Fiction Film IV, Donald C. Willis se refirió a la película como un «thriller de terror aburrido» que era «tosco en todo: exhibiciones de tetas y culos en el gimnasio, secuencias de suspenso, giros en la trama». En su reseña del blu-ray, Bloody Disgusting opinó que «la trama es la configuración de slasher muy básica en la que te encuentras con un puñado de personajes y un asesino desconocido comienza a eliminarlos uno por uno... ninguno de los personajes están muy bien desarrollados y se presentan para satisfacer dos necesidades muy específicas: ser atractivos para la vista y convertirse en víctimas... esto no dará como resultado un slasher innovador que rompa el molde, pero funciona perfectamente para crear algo de basura agradable».